# Itay Noy
Itay Noy (nacido en 1972) es un artista israelí, diseñador de relojes que crea piezas de edición limitada en su estudio independiente en Old Jaffa. Sus relojes combinan la artesanía con un diseño que invita a la reflexión, destinado a inducir perspectivas filosóficas sobre el concepto del tiempo.

## Educación
- 1996-2000: Licenciatura en Bellas Artes en Diseño de Joyas y Objetos, por la Academia de artes y diseño Bezalel de Jerusalén.[2]
- 1998: Intercambio estudiantil, en la Academia Gerrit Rietveld, de Ámsterdam, Países Bajos
- 2002 Diseño Industrial, Diseño de Interiores e Identidad, Academia de Diseño de Eindhoven, Países Bajos

Máster en Diseño por la Universidad Técnica de Eindhoven.

## Exposiciones
EE. UU.: Museo de Arte y Diseño, N.Y | Semana del Diseño, N.Y | SOFA, N.Y | Wind Up, N.Y | SOFA, Chicago | Wind Up, San Francisco | Galería YAW, Míchigan | Galería Cotter, Colorado | China: Galería Bund, Shanghái | Terminal de Arte Contemporáneo, Shenzhen | Países Bajos: Museo de Arte Moderno, Arnhem | Museo Textil, Tilburgo | Galería de Diseño Droog, Ámsterdam | Museo de Groningen, Groningen | Israel: Casa Ariela, Tel Aviv | Galería Horace Richter, Antigua Jaffa | Museo de Arte Israelí, Ramat Gan | Galería de Arte de la Universidad de Tel Aviv | Israel: Museo Tikotin, Haifa | Museo Eretz Israel, Tel Aviv | Galería Tal, Museo de Diseño Kfar Vradim I, Holon I Australia: Ópera de Sídney, Sídney | Museo de Melbourne, Melbourne | Bienal Internacional de Diseño 2000, Saint-Étienne, Francia | Galería pp, Taipéi, Taiwán | Grand Hornu, Bélgica | Basel World, Suiza

## De la prensa
La sección de Estilo de The Wall Street Journal describió el reloj Part Time Sun and Moon de Noy como "un ejercicio de experimentación. La enigmática esfera presenta cinco ventanas: una central que muestra los minutos, rodeada de cuatro aberturas adicionales que indican los segundos, las horas, el día (con un sol) y la noche (con una luna)". Noy argumenta que el diseño complejo realza la interacción del usuario con su reloj.

## Imágenes
|  |  |  |

### Reseñas
- Un blog para seguir
- Europa Star
- Revista Gear Patrol

- Datos: Q16131611
- Multimedia: Itay Noy / Q16131611